# Calliotropis acherontis
Calliotropis acherontis là một loài ốc biển, là động vật thân mềm chân bụng sống ở biển thuộc họ Calliotropidae.